# إريك كورتني
إريك كورتني (بالإنجليزية: Erik Courtney)‏ هو صانع أفلام أمريكي، ولد في 2 ديسمبر 1973 في هياليه في الولايات المتحدة.

## وصلات خارجية
- إريك كورتني على موقع IMDb (الإنجليزية)